# 加夫列尔·努涅斯
加夫列尔·努涅斯（西班牙語：Gabriel Núñez，1942年2月6日—2021年11月11日），墨西哥男子足球运动员，司职后卫。他曾代表墨西哥国家队参加1966年国际足联世界杯，结果队伍止步小组赛阶段。